# Национальный Киево-Печерский историко-культурный заповедник
«Национальный Киево-Печерский историко-культурный заповедник» — самый большой музейный комплекс Украины, действующий на территории Киево-Печерской лавры. Подчинён министерству культуры Украины.

## История
26 мая 1922 года на заседании Киевского комитета по охране памятников искусства было принято постановление «Об организации Музея культуры и быта».
29 сентября 1926 года Всеукраинский центральный исполнительный комитет и Совет Народных Комиссаров УССР приняли постановление «Об определении бывшей Киево-Печерской лавры историко-культурным государственным заповедником и преобразовании её в Всеукраинский музейный городок». Согласно постановлению, в состав музея вошли: Музей культуры и быта, музеи нумизматики, строительной техники, древностей, I Всеукраинская реставрационная мастерская, типография Всеукраинской академии наук, храмы, крепостные стены, Ближние и Дальние пещеры, колокольни, архивный фонд Киево-Печерской лавры, библиотеки.
В годы Великой Отечественной войны значительная часть памятников была повреждена, подорван главный храм монастыря — Успенский собор.
В ноябре 1943 года заповедник возобновил свою деятельность. В течение 1950—1990-х годов он осуществлял значительные восстановительные и ремонтно-реставрационные работы, книги, каталоги выставок, сборники научных трудов «Лаврский альманах».
14-я сессия Межправительственного комитета ЮНЕСКО в 1990 году внесла Киево-Печерскую лавру в Список памятников всемирного культурного наследия.
Указом Президента Украины от 13 марта 1996 года заповеднику присвоен статус национального.
В августе 2000 года произведено освящение восстановленного Успенского собора.

## Памятники истории и культуры
Сегодня в заповеднике сосредоточены 144 сооружения, 122 из которых — памятники истории и культуры. Среди них — два уникальных подземных комплекса, храмы, памятники архитектуры XI—XIX столетий, выставочные помещения. Заповедник ежегодно посещают сотни тысяч туристов.

## Генеральные директора заповедника
- Кибальник Юрий Демьянович (1979—1995 гг.)
- Сергей Кролевец (1995—2010 гг.)
- Марина Громова (2010—2012 гг.)
- Виктория Николаевна Лесничая (23 января — 9 августа 2012 г.)
- Наталия Михайловна Клименко — исполняющая обязанности генерального директора (10 августа — 4 сентября 2012 г.)
- Любомир Павлович Михайлина[2] (с 5 сентября 2012 года до сентября 2017)
- Александр Овчар  сентябрь 2017[3]
- Александр Владимирович Рудник [4] с сентября 2017